# رمون امپانی

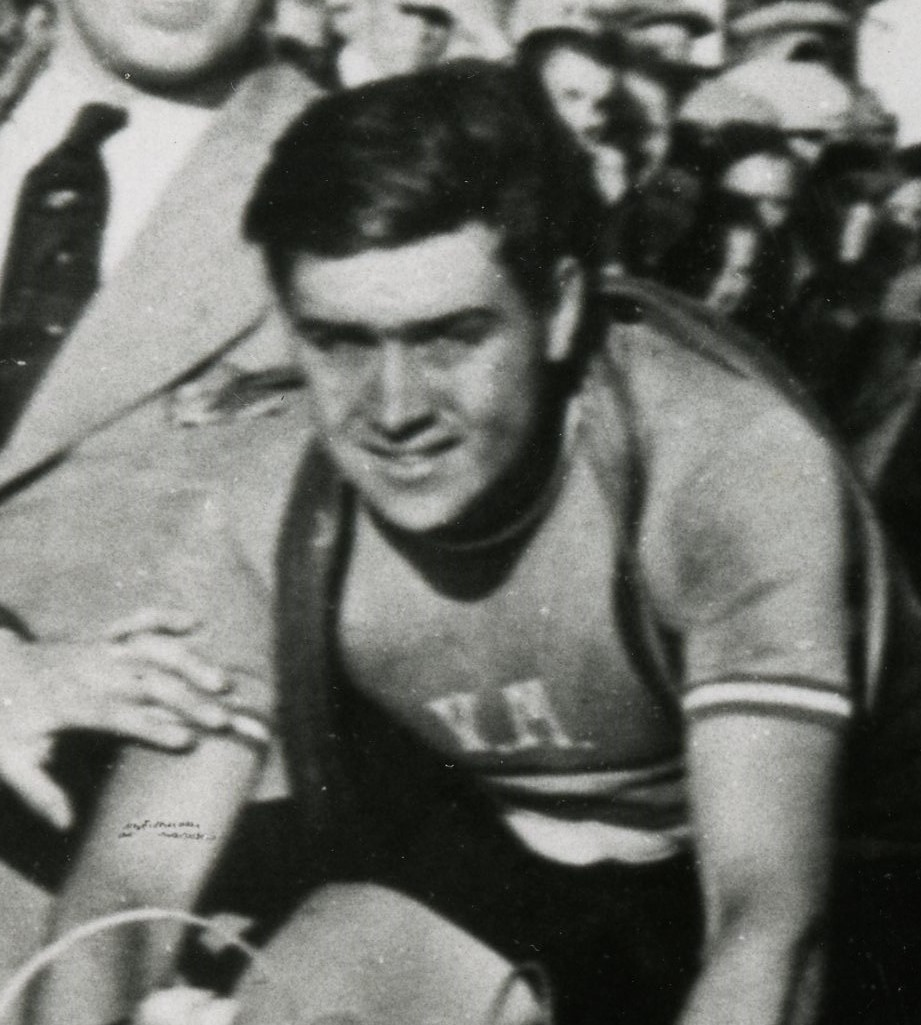
او شهروند افتخاری شهر کامپنهوت شده است.

رمون امپانی (انگلیسی: Raymond Impanis; ۱۹ اکتبر ۱۹۲۵ – ۳۱ دسامبر ۲۰۱۰) دوچرخه‌سوار اهل بلژیک بود.
از باشگاه‌هایی که در آن بازی کرده‌است می‌توان به تیم دوچرخه‌سواری پژو، تیم دوچرخه‌سواری فلاندریا، و تیم دوچرخه‌سواری فائما اشاره کرد.